# Phương diện quân 7 (Đế quốc Nhật Bản)
Phương diện quân 7 (第7方面軍, Dainana hōmengun), là một phương diện quân của Lục quân Đế quốc Nhật Bản, tham gia giai đoạn cuối cuộc chiến tranh Thái Bình Dương.

## Lịch sử
Phương diện quân 7 được thành lập vào ngày 19 tháng 3 năm 1944, nằm trong biên chế Nam Phương quân. Nhiệm vụ chính phương diện quân 7 là chống lại lực lượng Đồng Minh đổ bộ vào các khu vực mà Nhật Bản chiếm đóng Singapore, Malaysia và Borneo, Java, Sumatra; thêm nữa phương diện quân 7 phải củng cố một tuyến phòng thủ mới sau khi mất quần đảo Solomon, New Guinea và phần phía đông Indonesia.
Trụ sở được đặt tại Singapore, và phương diện quân 7 giải tán sau khi Nhật Bản đầu hàng vào giai đoạn cuối thế chiến thứ 2.

## Danh sách Chỉ huy

### Chỉ huy trưởng
|   | Tên                        | Từ               | Tới              |
| - | -------------------------- | ---------------- | ---------------- |
| 1 | Đại tướng Doihara Kenji    | 22 Tháng 3, 1944 | 7 Tháng 4, 1945  |
| 2 | Đại tướng Itagaki Seishiro | 7 Tháng 4, 1945  | 15 Tháng 8, 1945 |

### Tham mưu trưởng
|   | Tên                           | Từ               | Tới              |
| - | ----------------------------- | ---------------- | ---------------- |
| 1 | Trung tướng Shimizu Tsunenori | 22 Tháng 3, 1944 | 27 Tháng 6, 1944 |
| 2 | Trung tướng Ayabe Kitsuju     | 27 Tháng 6, 1945 | 15 Tháng 8, 1945 |

## Biên chế
Tập đoàn quân 16
Tập đoàn quân 25
Tập đoàn quân 29
Tập đoàn quân Không quân 3
Sư đoàn Bộ binh 46
Lữ đoàn Độc lập Hỗn hợp 26
Lực lượng Đồn trú Shonan

### Sách
- Madej, Victor (1981). Japanese Armed Forces Order of Battle, 1937-1945. Game Publishing Company. ASIN: B000L4CYWW.
- Marston, Daniel (2005). The Pacific War Companion: From Pearl Harbor to Hiroshima. Osprey Publishing. ISBN 1841768820.
- Nalty, Bernard (1999). War in the Pacific: Pearl Harbor to Tokyo Bay: The Story of the Bitter Struggle in the Pacific Theater of World War II. University of Oklahoma Press. ISBN 0806131993.